# クエステック・システム
クエステック・システム（QuesTec System）とは、北米のメジャーリーグベースボールで使用されている、球審の技術力を向上させるための監視・評価システム。正確には、アメリカ合衆国の「クエステック」社が提供する「審判に情報を提供するシステム」（Umpire Information System＝通称UIS）が正式名称である。

## 経緯
かつてメジャーリーグの球審は、各自が独特なストライクゾーンを持つと言われ、審判ごとに判定にばらつきがあった。従来は「それもまたベースボールの一部」と理解されてきたが、バド・セリグコミッショナーが唱える「ルールブック通りのストライクゾーンに従ったにコールをするべき」という主張に基づき、各審判員のジャッジを可能な限り均一化しようと言う狙いの下で、2001年度シーズンより本システムが導入された。

## 概要
ネット裏をはじめ球場の各所に配置されたカメラにより全ての投球を監視し、コンピュータによりストライクおよびボールの解析を行なう。試合後、球審の判定と比較することで、その技能をチェックする。評価基準は、一致率90パーセント以上なら及第点とされ、それを下回るような誤審の多い審判員にはプレーオフでコールのチャンスを与えない、などの処置が暗黙で取られている。なお、クエステック社は同システムの判定誤差は1/2インチ（1.3センチ）以下だと断言している。

## 現状
もともとはトレーニング目的で導入されたものだが、開始から2年後の2003年頃からカメラのある球場と無い球場で審判の判定に差が出たり、機械自体の誤作動も起きたりするなど、想定外の弊害が生まれた。監視対象である審判員からの不評はもちろん、長年の経験から各審判員独自のストライクゾーンを把握し、それを武器にしてきた当時のベテラン投手たちや（カート・シリングなど）、野手でも「ミスジャッジもベースボールの一部なんだ」と唱えるブレット・ブーンなど、選手側からの反発も少なくない。
MLBコミッショナー事務局のサンディー・オルダーソン副会長は、「2001年度シーズン前に大勢の野球関係者が『ストライクゾーンはめちゃくちゃになってしまった』と言う意見で一致していた、ストライクゾーンの判定に一貫性がなかったのだ」と必要性を説明しつつ、「同システムは上手く機能している、ジャッジの正確さと一貫性を各審判員にフィードバックするには最高の方法だ」と自信を深めている。
なお、MLB機構はこのシステムの存在を積極的に周知していないため、現役選手の一部にもその存在を知らない者がいる。

## 参考資料
1. 1 2  “UMPIRE INFORMATION SYSTEM (UIS)” (英語). QuesTec. 2009年1月5日閲覧。※UISのmore infoをクリック。
2. 1 2 3 4  木本大志. “Ques Tec System　メジャーが導入を急ぐ判定監視システムとは？（前編）”. スポーツナビ. 2009年1月5日閲覧。
3. ↑  平林岳 (2007年4月16日). “米国のストライクゾーン、その実態と背景”. MAJOR.JP. 2009年1月5日閲覧。
4. 1 2 3 4  Katie Dean; 天野美保／長谷睦 (2003年6月20日). “メジャーリーグの審判、投球判定システムは不正確と主張”. WIRED.jp. 2009年1月5日閲覧。
5. 1 2 3  木本大志. “Ques Tec System　メジャーが導入を急ぐ判定監視システムとは？（後編）”. スポーツナビ. 2009年1月5日閲覧。